# Cussonia nicholsonii
Cussonia nicholsonii är en araliaväxtart som beskrevs av Strey. Cussonia nicholsonii ingår i släktet Cussonia och familjen Araliaceae. Inga underarter finns listade.

## Bildgalleri

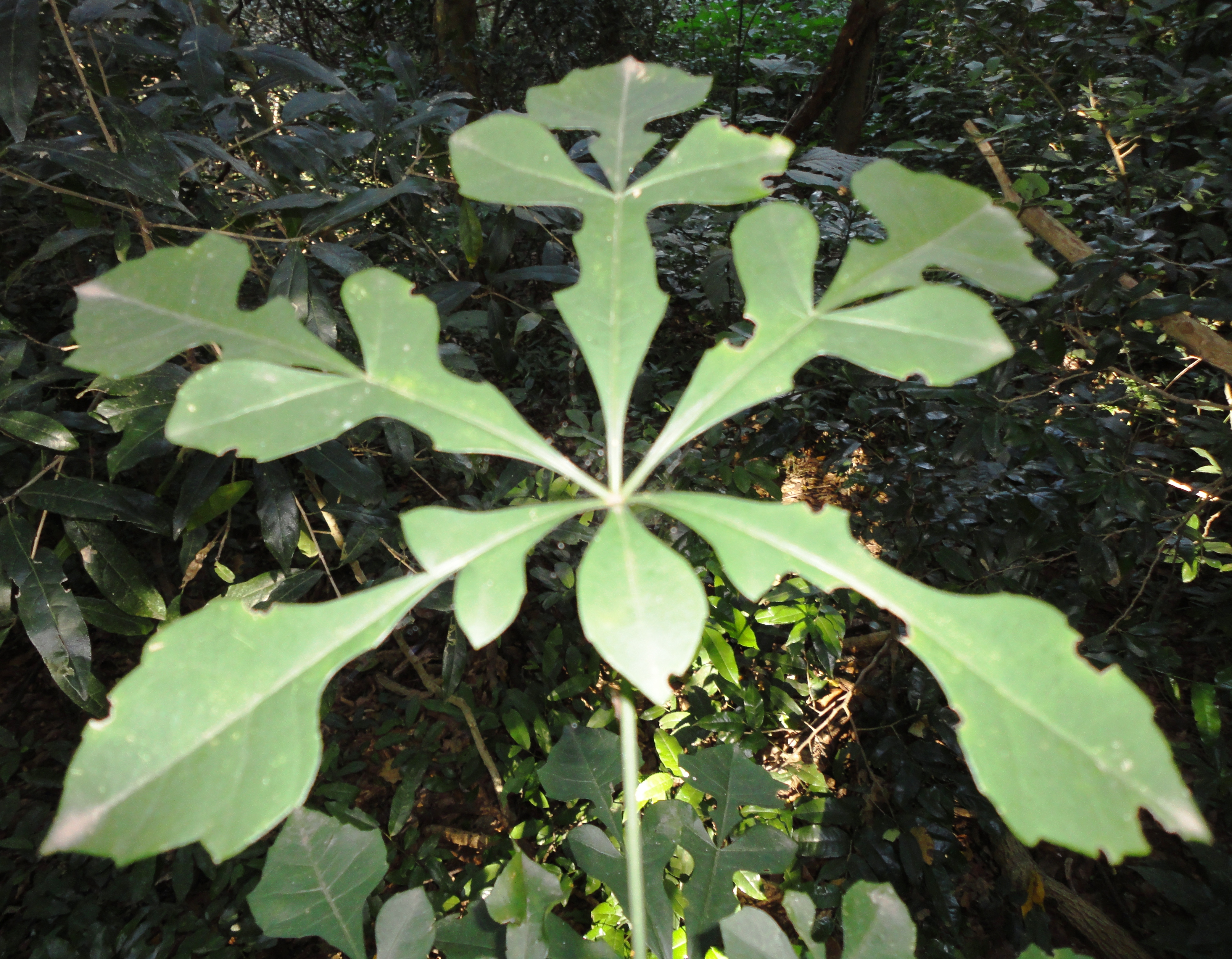
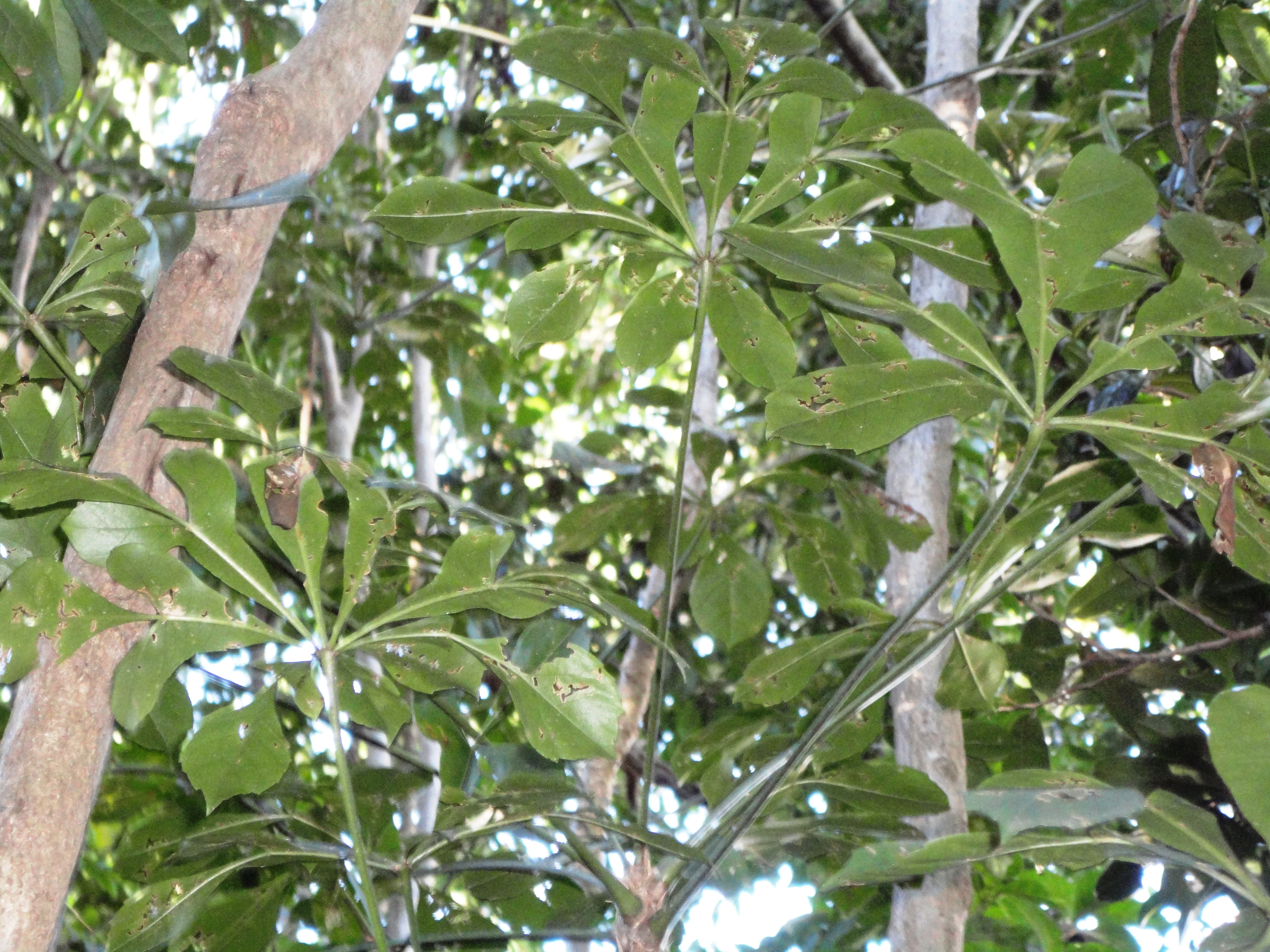